# ويليام ريان (متسابق يخت)
ويليام ريان (بالإنجليزية: William Ryan)‏ هو متسابق يخت أسترالي، ولد في 23 ديسمبر 1988.

## وصلات خارجية
- ويليام ريان على موقع الاتحاد الدولي للملاحة الشراعية (موقع جديد) (الإنجليزية)
- ويليام ريان على موقع الاتحاد الدولي للملاحة الشراعية (موقع قديم) (الإنجليزية)
- ويليام ريان على موقع اللجنة الأولمبية الدولية (الإنجليزية)
- ويليام ريان على موقع أوليمبيديا (الإنجليزية)
- ويليام ريان على موقع اللجنة الأولمبية الأسترالية (الإنجليزية)